# Michel Demaret
Michel Demaret (Ukkel, 18 februari 1940 – Namen, 8 november 2000) was een Belgisch politicus. Van juli 1993 tot maart 1994 was hij burgemeester van Brussel voor de PSC.

## Levensloop
De volkse Demaret werd geboren in een gezin met vier kinderen en groeide op in de Marollen. Na zijn moderne humaniora was hij adjunct-inspecteur bij het Nationaal Pensioenfonds voor Loontrekkenden. Op 28 januari 1972 werd hij beroemd in Franstalig België, toen de RTB een Faits divers-reportage van Jean-Jacques Péché en Pierre Manuel uitzond waarin hij met veel moeite het professionele verleden van een gepensioneerde dame reconstrueerde. Tussen 1966 en 1977 kluste hij 's avondsook bij als buitenwipper in dancing La Frégate onder hotel Métropole. Enkele maanden na de reportage volgde een nieuwe uitzending over een campingverblijf aan zee van Demaret en zijn familie.
Politiek engageerde Demaret zich bij de vakbondsvleugel van de PSC. Hij werd bestuurssecretaris bij de Franse Cultuurcommissie van de Brusselse Agglomeratie en kabinetsmedewerker bij PSC-ministers Jean-Pierre Grafé (Waalse Aangelegenheden) en Henri-François Van Aal (Franse Cultuur). In 1976 werd hij voor de PSC verkozen tot gemeenteraadslid van Brussel, waar hij van 1976 tot 1993 schepen was. Partijgenoot Paul Vanden Boeynants, hoewel behorend tot de rechterstrekking, nam hem onder zijn vleugels en bedeelde hem met de bevoegdheden van een 'superschepen'. Dikke Mich raakte bekend als Monsieur 10%. Vanaf 1978 was hij voorzitter van huisvestingsmaatschappij De Lakense Haard. Van 1985 tot 1989 was hij provincieraadslid van Brabant. In 1989 werd hij tevens verkozen in het Brussels Hoofdstedelijk Parlement, een mandaat dat hij behield tot in 1999.
In 1992 werd de socialistische burgemeester Hervé Brouhon ziek. Hij liet zich vervangen door schepen Demaret, die na Brouhons overlijden ook effectief zijn opvolger werd (ingezworen op 20 juli 1993). Minder dan een jaar later dwong een interview met Pascal Vrebos in Le Soir Illustré hem tot ontslag als burgemeester (24 maart 1994), ondanks zijn verweer dat het zwanze was. Hij had de advocatuur en magistratuur geschoffeerd, lacherig gedaan over politieke corruptie, en een condoomgrap gemaakt over paus Johannes-Paulus II. Voorzitter Gérard Deprez liet hem royeren als PSC-lid, niet in het minst omdat de realiteit Demaret op de hielen zat in de vorm van een gerechtelijk onderzoek naar omkoping bij de aanbesteding van straatnaamborden.
Wegens zijn uitspraken over fiscale fraude startte het ministerie van Binnenlandse Zaken een administratief onderzoek tegen hem wegens mogelijk wangedrag en er werd een gerechtelijk vooronderzoek tegen Demaret ingesteld. Van 1995 tot aan zijn dood in 2000 werd hij er ook een gerechtelijk onderzoek tegen hem ingesteld voor vermeende corruptie. In oktober 2000 werd hij door de onderzoeksrechter in verdenking gesteld wegens vertrouwensmisbruik en passieve corruptie. Ook werd hij ervan beschuldigd als voormalig burgemeester smeergeld te hebben opgestreken voor het bijsturen van gewestplannen.
Ondertussen was Demaret nog steeds politiek actief. Bij de gemeenteraadsverkiezingen van oktober 1994 kwam hij op met de scheurlijst BSC-CVB en werd hij herkozen als gemeenteraadslid. Manu Bonmariage maakte voor het programma Strip-Tease een nieuwe reportage waarin Demaret geen blad voor de mond nam. In 2000 kwam hij met de lijst 'Unie der Brusselaars' en werd hij opnieuw verkozen. In november van dat jaar overleed hij nadat hij tijdens een hulpactie voor daklozen onwel was geraakt. Enkele dagen voordien hadden douaniers hem op een trein uit Zürich gecontroleerd met het equivalent van 130.000 € in zijn zakken.
In 2008 volgde een correctioneel proces tegen zijn weduwe en enkele aannemers. Hoewel de feiten verjaard bleken, werd onder meer vastgesteld dat Demaret 103.000 euro had geïncasseerd en verklaarde zijn stiefzoon dat hij in een omslag die Demaret hem gevraagd had in zijn superette te bewaren, wat hij regelmatig deed, 100 miljoen frank had aangetroffen.

## Documentaires
- 1971: Fonctionnaire à la Tour (Faits divers) – Filmpje op Sonuma (9:52)
- 1972:  Week-end ou la qualité de la vie (Faits divers) – Filmpje op Sonuma (11:18)
- 1997: Tel qu'en lui-même enfin (Strip-Tease)[6] – Filmpje op Sonuma (14:01)[dode link]

## Voetnoten
1. ↑  "Maakte u zich ooit schuldig aan fiscale fraude?" – "Ik heb nog nooit de gelegenheid gehad, maar als dat zou gebeuren, zou ik het zeker doen. Weet u, de grootste fraudeurs van het land zijn de rechters, want voor ze rechter werden, waren ze advocaat. En die geven niets aan bij de fiscus."
2. ↑  "Heeft men u reeds trachten te corrumperen?" – "Men heeft mij voorstellen gedaan, maar ik zeg altijd: wend u tot de partij."
3. ↑  "Schikt u zich als katholiek naar de richtlijnen van de paus?" – "Van wie? Qui est cet homme qui ne sait pas employer une capote et qui la met à l'index?". Index kan in het Frans zowel wijsvinger als verbodslijst betekenen.
4. ↑  Stadsdossier Brussel - 'Dikke Mich in het stadhuis', Knack, 5 juni 2012. Gearchiveerd op 21 september 2021.
5. ↑  'Ne t'inquiète pas, je m'occupe de tout', Le Soir, 8 mei 2008
6. ↑  Met uitspraken als: Aan de stad Brussel zijn er 1.800 politieagenten. Men moet niet aan allen vragen intelligent te zijn.